# Chearppeschaux
Chearppeschaux (Headless Man), U mitovima Indijanaca Wichita, Bezglavi ljudi su vrsta opasnog čudovišta ili bauk. Međutim, njihova priroda nije baš dosljedna od priče do priče, u mnogim legendama oni su opisani kao čarobnjaci ili ogri (čudovišta), dok su u drugima opisani doslovno bez glava. Po vjerovanju Wichita, vidjeti ih, veoma je loš znak. Pandani su mu Man With No Head (Hitchiti), Two-Face ili Hestovatohkeo'o (Sioux) i Red–Woman ili Hisshishtawia (Crow).